# Gaston Kashala Ruwezi
Gaston Kashala Ruwezi SDB (* 14. April 1961 in Lubumbashi) ist kongolesischer Ordensgeistlicher und römisch-katholischer Bischof von Sakania-Kipushi.

## Leben
Ruwezi trat den Salesianern Don Boscos bei, wechselte für die philosophischen und theologischen Studien nach Rom und wurde am 14. Juli 1990 zum Priester geweiht. 1994 kehrte er in die Demokratische Republik Kongo zurück und wirkte als Provinzvikar der Zentralafrikanischen Provinz der Salesianer Don Boscos.
Er wurde am 14. Mai 2004 durch Papst Johannes Paul II. zum Bischof von Sakania-Kipushi ernannt. Am 14. August 2004 empfing er durch den Erzbischof von Lubumbashi, Floribert Songasonga Mwitwa, die Bischofsweihe. Mitkonsekratoren waren der Apostolische Nuntius in der Demokratischen Republik Kongo, Erzbischof Giovanni d’Aniello, und der Bischof von Uvira, Jean-Pierre Tafunga Mbayo SDB.